# Aruattus agostii
Aruattus agostii är en spindelart som beskrevs av Logunov, Azarkina 2008. Aruattus agostii ingår i släktet Aruattus och familjen hoppspindlar. Inga underarter finns listade i Catalogue of Life.